# ハナ肇とクレージーキャッツ
ハナ肇とクレージーキャッツ（ハナはじめとクレージーキャッツ）はかつて日本に存在したジャズ・バンド・お笑いタレント・歌手グループ。クレイジーキャッツとも表記。略称「クレージー」。渡辺プロダクション所属。
元々「キューバン・キャッツ」の名で活動を開始したが、在日米軍のキャンプ回りをしていた際、演奏中に洗面器で頭を叩くギャグが大受け、“You're crazy!”と言われたことから「クレージーキャッツ」に改名したとされている。
数多くのバラエティ番組に出演、コントを演じるようになってからコントグループと見られるようになった。しかしながら、下記の通り各人は音楽の経験やテクニックという点で卓越した技量を持っており、単なるコントグループ、コミックバンドと全く違う「音楽の質の高さ」を兼ね備えた異色の存在で、音楽+コメディという芸能活動を広めた第一人者。

## 概要
1960年代に一世を風靡したコミックバンド。バンド結成時、その資金を出したのが渡辺晋であり、そのため、結成当初から渡辺プロダクションに所属。
1955年の結成後、ジャズ喫茶での音楽ギャグで人気を博し、『おとなの漫画』（フジテレビ）、『シャボン玉ホリデー』（日本テレビ）などのテレビ出演をきっかけに人気が爆発。映画でもクレージーの出演作は東宝のドル箱シリーズとなり（東宝クレージー映画）、挿入歌として発表のシングル『スーダラ節』『ハイそれまでョ』『ドント節』など、軒並み大ヒットを記録。
1961年4月9日からは、NHKのミュージカル風生ドラマ『若い季節』（日曜夜8:00-）、同年6月4日からは、日本テレビのミュージカルバラエティー『シャボン玉ホリデー』（日曜夜6:30-）に出演。同じ曜日に放送された両番組を人気作とする原動力となった。
1965年を過ぎた頃から、植木・ハナ・谷・犬塚ら主要メンバーの個人活動が多くなっていく。1971年1月に石橋エータローが脱退後、4月～9月末に諸事情から『8時だョ!全員集合』のつなぎとして企画された『8時だョ!出発進行』（TBS）へのレギュラー出演を最後に、グループとしての活動機会が減少。1980年代以降は、コメディアンというより各メンバーとも俳優としての存在感が増し、グループとして事実上の解散状態を迎えていた。
その後、1993年9月10日午前7時3分にリーダーのハナ肇、1994年に石橋エータロー、1996年に安田伸が死去。
それでも2000年代中頃の時点ではメンバーの半分以上が健在で、2006年には新曲も発表するものの、翌2007年以降はメンバーの他界が相次ぎ、2012年11月に桜井センリが死去して以降は犬塚弘が最後の存命者となっていた。その後、2023年10月にその犬塚が死去したことによって、過去のメンバーの一部を除き、全てのメンバーが他界した。
そのため、幾つかの文献で既に解散したバンドとして扱われているが、グループとしての活動が出来ないだけで、最後のメンバーであった犬塚が死去して自然消滅となるまでは解散していない現役バンドであった。
所属事務所、渡辺プロダクションの後輩にはザ・ドリフターズやザ・ピーナッツ（クレージーを含めたこの3グループで「ナベプロ3大タレント」と言われることもある）がいる。ザ・ドリフターズが1964年に再結成した際に、メンバー全員の名付け親となったのがハナ肇。ザ・ピーナッツとは映画や番組で数多く共演。1960年代当時の渡辺プロダクションは、数多くの人気タレントを抱えていることもあり、敵も多かったようだが、事務所の黎明期から在籍し、才人ぞろいのクレージーキャッツとザ・ピーナッツが同プロダクションの看板タレントであったことが、風当たりを弱めることにつながった。
数多くのコミックソングを世に送り出している。グループ名義の楽曲は、大半は植木の独唱であるが、サビの部分のみメンバー全員で合唱する場合もある。デビュー・シングル「こりゃシャクだった」にはメンバーによる寸劇が挿入されている。「五万節」「ホンダラ行進曲」「悲しきわがこころ」「新五万節」は植木を含む全メンバーが1コーラスずつ歌唱。「実年行進曲」は全員の合唱・谷・ハナ・植木の順で1コーラスを4小節ずつ歌い継ぐ構成になっている。
無名時代からクレージーファンで、一時期はクレージーのブレーン役でもあった小林信彦は、「クレージーで一番面白いのは『生』、次が『テレビ』、一番面白くないのが『映画』」と語っている。
「この際カアちゃんと別れよう」というオリジナル曲があるが、実際のメンバーは全員がそれぞれ妻と添い遂げた良き家庭人であり、スキャンダルや人格批判にほとんど無縁のグループでもあった。
著名なファンに「実年行進曲」を作曲した大瀧詠一、植木とドラマで共演した所ジョージ、声優の関智一、漫画家の秋本治、シンガーソングライターの山本正之、サザンオールスターズの桑田佳祐、シンガーソングライター兼俳優の星野源などが挙げられる。

## 略歴
- 1955年4月1日 - クレージーキャッツの前身となる「キューバン・キャッツ」が結成される。結成当初のメンバーはハナ肇、犬塚弘、萩原哲晶、橋本光雄、柴田昌彦、南晴子、筑波礼子。同年1月に設立された渡辺プロダクションに所属する。それから少し遅れて稲垣次郎が加入する。

- 1956年 - 2月に谷啓、3月に世良譲の紹介で石橋エータローが加入。3〜6月の間に、「ハナ肇とクレージーキャッツ」へ改称したもよう[要検証 – ノート][注釈 4]。

- 1957年 - 3月に植木等、9月に石橋エータローの紹介で安田伸が加入。

- 1958年 - 10月公開の小林桂樹主演『裸の大将』（東宝）で、グループとして初の映画出演。

- 1959年 - 3月2日に、初のレギュラー番組となる『おとなの漫画』（フジテレビ）が放送開始。

- 1960年 - 6月に石橋エータローが結核で倒れ一時休養。7月には代役として、植木等の紹介により桜井センリが加入。8月にハナ肇が『足にさわった女』（大映）で映画初主演。

- 1961年6月4日 - 『シャボン玉ホリデー』（日本テレビ）が放送開始。
- 1961年8月20日 - 「スーダラ節」発売。これにより爆発的な人気を得る。また同月、石橋エータローが復帰するが、代役であった桜井センリもそのまま残り、以降7人のメンバーによる活動となる。

- 1962年7月29日 - 東宝クレージー映画第1作『ニッポン無責任時代』公開。主題歌として発売された「無責任一代男」も大ヒットを記録。以降、1960年代後半まで、映画、テレビ、舞台、レコードなど、全ての面で高い人気を誇る時代を迎えることになる。
- 1962年12月31日 - 第13回NHK紅白歌合戦に初出場。歌は植木等のみだったが、他のメンバーも応援で登場。以降、クレージーは1970年まで（応援団としても含め）連続出場する。

- 1964年12月31日 - 『おとなの漫画』放送終了（全1835回）。

- 1965年 - 結成10周年記念の舞台として、5月に『クレージーの太閤記』、7月には『10年だよ!!クレージーキャッツ』を公演。10月31日には同記念映画『大冒険』も封切られる。

- 1971年 - 1月に石橋エータローが脱退（料理研究家に転身）。以降、6人のメンバーでの活動となる。
- 1971年12月31日 - 東宝クレージー映画としては最終作となる『日本一のショック男』が公開。

- 1972年10月1日 - 『シャボン玉ホリデー』放送終了（全591回）。以降、メンバーの個人活動が多くなる。

- 1973年10月1日 - 最後のレギュラー番組となった『クレージーの奥さ〜ん!』（フジテレビ）放送開始（〜1976年3月31日）。

- 1977年3月13日 - ビッグショー『クレージーキャッツ われらの演奏会』（NHK）に出演し、往年の音楽ギャグを披露。

- 1979年 - 5月、結成25周年記念の舞台『ハナ肇とクレージーキャッツ結成25周年記念公演〜これで日本も安心だ!!』を公演。

- 1985年10月22日 - 結成30周年記念番組『クレージーキャッツ結成30周年記念特別企画 アッと驚く!無責任』（フジテレビ）放送。

- 1986年3月6日 - 『シャボン玉ホリデー』が『シャボン玉ホリデースペシャル』として一夜限りの復活。石橋エータローも出演。

- 1988年11月26日 - ハナ肇主演『会社物語 MEMORIES OF YOU』が公開。この映画には石橋エータローも含めたメンバー7人が出演し、ジャズ演奏を披露する。

- 1991年8月9日 - 金曜テレビの星!『植木等スーダラ90分!アッと驚くクレージーキャッツ大集合!!』」（TBS）放送。クレージー全員が出演するものとしては最後の仕事になる。

- 1993年9月10日 - ハナ肇死去。告別式で植木は涙ながらクレージーの解散を発表（翌日撤回）。

- 1994年6月22日 - 石橋エータロー死去。

- 1996年11月5日 - 安田伸死去。

- 2006年4月12日 - 渡辺プロダクション50周年記念テーマソングとして、松任谷由実とのコラボによる約20年ぶりの新曲「Still Crazy For You」を発売。

- 2007年3月27日 - 植木等死去。

- 2010年9月11日 - 谷啓死去。

- 2012年11月10日 - 桜井センリ死去[5]。

- 2023年10月27日- 犬塚弘死去[6][7][8]。 
  - 犬塚弘が死去したことにより、クレージーキャッツは存命しているものとみられる一部の脱退メンバー除き、全員が故人となった。

## メンバー
詳細は本人の項目を参照

### ハナ肇
- ハナ肇（1930年2月9日 - 1993年9月10日、ドラムス）

東京府北豊島郡長崎町（現:東京都豊島区）生まれ。本名、野々山定夫（ののやま さだお）。山手通り沿い要町交差点付近の実家（水道屋）で育った。工学院大学土木科中退。芸名は、姓=興奮すると鼻の穴が大きく開くクセから、名＝ハナが敬愛したジャズ・ピアニスト和田肇（俳優和田浩治の実父、歌手淡谷のり子の前夫）に由来する。最初はギタリストを志していたが、途中でドラマーに転向し、1946年に「内藤タンゴ・アンサンブル」、1947年に「伊沢一郎カルテット」、1948年に「南里文雄とホットペッパーズ」、1949年に「萩原哲晶とデューク・オクテット」、1952年に「アフロ・クパーノ・ジュニア」などのバンド遍歴を経る。そして、犬塚弘、萩原哲晶らと、クレージーキャッツの前身となる「キューバン・キャッツ」を1955年に結成。その後、1956年に「ハナ肇とクレージーキャッツ」にバンド名を改め、バンドマスターとなる。『巨泉・前武のゲバゲバ90分!!』でのヒッピー姿で叫ぶ「アッと驚く為五郎」と言うギャグや『新春かくし芸大会』での銅像役はよく知られている。山田洋次の『なつかしい風来坊』、市川準の『会社物語 MEMORIES OF YOU』の2作品でブルーリボン主演男優賞などの賞を獲得している。俳優やナレーターとしての評価も高かったが、音楽への情熱は捨てがたく、1985年に谷啓や「キューバン・キャッツ」時代のメンバーであった稲垣次郎らなどと「ハナ肇とオーバー・ザ・レインボー」を結成し、ジャズクラブでの演奏活動も行っていた。1993年9月10日午前7時3分、肝臓がんのため死去。63歳没

### 植木等
- 植木等（1926年12月25日（戸籍上は1927年2月25日） - 2007年3月27日、ボーカル、ギター）

三重県多気郡宮川村大字栗谷（現:多気郡大台町）、浄土真宗・常念寺住職の三男として生まれる。本名同じ。1950年東洋大学文学部卒業。いくつかのバンドを経て、1957年3月に渡辺晋とハナ肇によってシティ・スリッカーズからクレージーキャッツに引き抜かれた。1962年に公開された映画『ニッポン無責任時代』以降は、「無責任男」が植木のキャッチフレーズとなり、以降数多くの映画に主演する。ボーカルとして数々のコミックソングがヒットし、テレビでも「お呼びでない？」など、後世に残るギャグで爆発的な人気を得る。1970年代以降は俳優としての活動の場が多くなったが、演技に対する評価は高く、多くの賞を獲得している。1990年には自身のヒット曲メドレー「スーダラ伝説」で人気が再燃し、23年ぶりに第41回NHK紅白歌合戦にも出場（この年の歌手別最高視聴率を獲得）した。翌年の1991年には、自身初となる全国ソロコンサートツアーも行っている。晩年は前立腺癌、肺気腫と闘病しながら活動を継続していたが、2007年3月27日、肺気腫による呼吸不全で死去。80歳没

### 谷啓
- 谷啓（1932年2月22日 - 2010年9月11日、ボーカル、トロンボーン）

東京府荏原郡東調布町（現:東京都大田区田園調布）生まれ。広島と横浜で育つ。本名、渡部泰雄（わたべ やすお）。芸名の由来は、アメリカの名コメディアン、ダニー・ケイに敬意を表し、その名前をもじったもの。中央大学経済学部中退。中大在学中からトロンボーン奏者として名を馳せ、1952年に原信夫とシャープスアンドフラッツ、1953年にシティ・スリッカーズ、1956年2月からクレージーキャッツへ参加している。「ガチョン」（現在は「ガチョーン」）や「ビローン」、「あんた誰？」、「谷ダァー」といったギャグが流行を博したが、「譜面にギャグを書き込む」スタイルで数多くの音楽ギャグを作り、その才能を活かして『シャボン玉ホリデー』では自身が番組構成を行った回（1966年1月9日放送、「タニー・ケイだよピーナッツ」）もある。トロンボーン奏者としても、「スイングジャーナル」紙の人気投票では、1959年から1965年まで連続してトロンボーン部門のベスト5に入っていたほどの実力者である。ナレーターや俳優としても活躍し、映画『釣りバカ日誌』シリーズの佐々木課長役は当たり役である。クレイジーのメンバーとしてはメディアへの露出が多く、若年層にも知名度が高かった。また、「谷啓とスーパー・マーケット」というバンドを率いており、不定期ながらも音楽活動を行っていた。その後も『美の壺』（NHK教育テレビジョン）の主人などで飄々としたところを見せていたが、晩年は認知症の症状が顕著になっていたと言う。ハナ肇死去から17年後の2010年9月10日、私邸の階段から転落、2010年9月11日に上記による脳挫傷のため急死。78歳没

### 犬塚弘
- 犬塚弘（1929年3月23日 - 2023年10月26日[9] 、ベース）

東京府荏原郡（現:東京都大田区大森）の生まれ。本名、犬塚弘（いぬづか ひろむ）。1949年文化学院社会学部卒業。日本ワットソン統計会計機械（現日本アイ・ビー・エム）に入社したが、1951年に退職。実兄が組んだハワイアン・バンド（グリーン・グラス・キャップ・ボーイズ）に入り、ベースを担当したのが演奏活動を開始するきっかけとなる。その後、1952年に「萩原哲晶とデューク・セプテット」に参加し、1955年に「キューバン・キャッツ」の創立メンバーとして参加。なお、グループ初期にうけた「クレージーののど自慢」というコントは、犬塚と谷啓の作である。クレージーの一員としては「ワンちゃん」の愛称で親しまれ、1964年12月公開のハナ肇主演映画『馬鹿が戦車でやって来る』での演技により、植木等、ハナ肇、谷啓に次ぐクレージー『第4の男』として評価され、1965年7月に公開された『素敵な今晩わ』では初の主演を獲得している。1970年代からは性格俳優として映画・テレビドラマ・舞台などで脇を固めることも多く、80代にさしかかった時期においても『春よこい』、『少年メリケンサック』などの映画に出演し、精力的な活動を続けていたが、2020年の公開の映画『海辺の映画館―キネマの玉手箱』を最後に役者業を引退した。2023年10月26日 老衰のため死去。94歳没

### 安田伸
- 安田伸（1932年9月19日 - 1996年11月5日、四代目テナーサックス）

東京府豊多摩郡（現:東京都中野区）生まれ。本名、安田秀峰（やすだ ひでみね）。1953年東京芸術大学別科器楽科修了。同年「フォー・デパーズ」に参加以降、1954年には石橋エータローらと「ザ・ファイブ」を結成し、1955年には「ハッピー・フーリナンス」に参加。その後、1957年9月に石橋エータローの紹介でクレージーに参加する。ブリッジしながらサックスを吹く芸が有名であった。1966年に体操家の竹腰美代子と結婚。愛妻家で知られ、そこから「ミヨコー！」というギャグが生まれた。『シャボン玉ホリデー』後期のコント「キントト映画」では、なべおさみ扮する監督に、安田扮する助監督が「ヤスダーッ！」と怒鳴られ、なべにメガホンで頭を連打されるギャグも有名となった。俳優として映画や舞台などで活躍したが、晩年はガンとの闘病が続いた。1996年11月5日、急性心筋梗塞のため死去。64歳没

### 石橋エータロー
- 石橋エータロー（1927年9月30日 - 1994年6月22日、三代目ピアノ）

東京府東京市芝区新橋（現:東京都港区）の生まれ。本名、石橋英市（いしばし えいいち）。父親は作曲家で尺八奏者の福田蘭童、祖父は洋画家の青木繁。1949年東洋音楽大学声楽科卒業。安田伸らとバンド活動後、1956年に世良譲の紹介でクレージーに参加する。1960年に結核で一時離脱。代わりに、ピアノ奏者として桜井センリが加わる。その後、クレージーに復帰するも、1971年に引退し料理研究家に転身。渋谷で「三漁洞」という小料理屋を経営していた。かつて声楽を専攻していたこともあり、メンバーの中では植木と並ぶ美声である。1994年6月22日、胃癌による心不全のため死去。66歳没

### 桜井センリ
- 桜井センリ（1926年3月20日（公称は1930年3月20日） - 2012年11月10日、四代目ピアノ）

1926年（公称は1930年）ロンドンの生まれ。本名、桜井千里（さくらい せんり）。早稲田大学政治経済学部中退。植木等らとバンドのピアノ奏者として活躍。石橋エータローの結核療養による活動休止を受けてクレージーに参加。早くからピアノの実力と共に編曲者としての才を発揮、様々なバンドで活動した。クレージー加入前、通常のバンドマンが月給4万円のところ、桜井は18万円を支給される高給取りだった。そのため、石橋の代役選びが難航する中、ハナは植木と谷に「元・シティ・スリッカーズのよしみで桜井はどうか」と尋ねたところ、植木らは即座に「桜井千里は絶対無理！」と答えたという。それでも懇願するハナに根負けし、植木はほとんど諦めながらも念のため自宅へ交渉に行ったところ、「実はああいうことを一度やってみたかったんですよ。よろしくお願いします」と快諾を受け、拍子抜けしたという。石橋エータロー復帰後もメンバーとして活躍。ピアノの連弾はクレージーのステージの名物となった。金鳥の殺虫剤「キンチョール」のCMに出演した際、「ルーチョンキ」のギャグを披露。コントでは石橋に替わり「女性役」などを器用にこなし、CMで披露した「センリばあさん」役は当時一世を風靡した。2012年11月10日、死去 86歳没。　

### 旧メンバー
上述のメンバー以外に結成時のメンバーを含む以下の8人が存在する。
現在の存命者であろう人物は橋本光雄のみだが、橋本の確実な存命情報は2012年2月まで遡る。唯一の確実な存命者であった稲垣次郎は2024年1月18日に死去した。
柴田昌彦・河原義和・南晴子の3名は生死を含めて消息不明。
稲垣次郎・萩原哲晶・石田正弘・筑波礼子の4名は故人。
萩原哲晶（1925年5月26日 - 1984年1月13日、クラリネット）
脱退後は、作曲家に転身。クレージーキャッツのヒット曲をてがける。
萩原と入れ替わる形で谷啓が加入。1984年1月13日、中咽頭腫瘍のため58歳で死去。
柴田昌彦（1935年12月13日 - 、初代テナーサックス）
2023年10月現在、消息不明。
稲垣次郎（1933年10月3日 - 2024年1月18日、テナーサックス）
2023年10月3日にベストセレクションを発売するなど最晩年まで活動していたが、2024年1月18日に90歳で死去。
石田正弘（1935年 - 1985年4月28日、三代目テナーサックス）
1985年4月28日に肝硬変による吐血のため、49-50歳で死去。
橋本光雄（1932年2月 - 、 初代ピアノ）
2012年2月22日現在、存命。ただし、マナセプロダクション公式ブログにて触れられている人物が橋本光雄本人だとすれば2013年3月時点で存命ということになる。
河原義和（1929年1月2日 - 、二代目ピアノ）
2023年10月現在、消息不明。
南晴子（生年月日不明、ボーカル）
2023年10月現在、消息不明。
筑波礼子（1930年代11月22日 - 1990年3月15日、ボーカル）
宝塚歌劇団卒業生。ミュージカル女優・島田歌穂の実母。
1990年3月15日に癌のため、50代で死去。

## ディスコグラフィ
コミックソングがほとんど。CDなどでは、植木等や谷啓名義の場合もある。
|    | 発売日         | タイトル                                       | 備考 |
| -- | -------------- | ---------------------------------------------- | --- |
| 1  | 1961年8月20日  | スーダラ節／こりゃシャクだった                 | 売上50万枚以上の大ヒット。「スーダラ節」は第4回日本レコード大賞企画賞受賞。「こりゃシャクだった」は『おとなの漫画』のヒットフレーズ。当初はこちらがA面であった。                                                  |
| 2  | 1961年12月     | ドント節／五万節                               | 「五万節」のオリジナルヴァージョンは植木のソロパート（3番と6番）の歌詞が問題視され放送禁止・発売中止になった。1962年1月20日に問題の部分の歌詞が変えられ発売。1995年にオリジナルヴァージョンもCD化され発売された。 |
| 3  | 1962年7月20日  | 無責任一代男／ハイそれまでョ                   | |
| 4  | 1962年12月20日 | これが男の生きる道／ショボクレ人生             | |
| 5  | 1963年4月20日  | いろいろ節／ホンダラ行進曲                     | |
| 6  | 1963年7月20日  | どうしてこんなにもてるんだろう／ギターは恋人   | |
| 7  | 1963年8月20日  | 図々しい奴／愛してタムレ                       | 谷啓のメインボーカル。「愛してタムレ」では最後に谷のギャグ「ガチョン」が入っている。 |
| 8  | 1963年12月20日 | 学生節／めんどうみたョ                         | |
| 9  | 1964年6月20日  | 馬鹿は死んでも直らない／ホラ吹き節             | 「ホラ吹き節」では前奏、間奏、後奏に疑似ステレオ処理が施してある。 |
| 10 | 1964年8月20日  | あんた誰？／天下の若者                         | 谷啓のメインボーカル。B面「天下の若者」は同名ドラマの主題歌。 |
| 11 | 1964年11月15日 | だまって俺について来い／無責任数え唄           | 「だまって俺について来い」は2001年に天童よしみによってカバーされたものが、『こちら葛飾区亀有公園前派出所』のテーマソングとして使われた。                                                                          |
| 12 | 1965年4月5日   | ゴマスリ行進曲／悲しきわがこころ               | 渡辺プロダクション後輩の松野大介が1987年4月21日発売のシングルで「ゴマスリ行進曲」をカバーした。 |
| 13 | 1965年10月1日  | ヘンチョコリンなヘンテコリンな娘／小指ちゃん   | |
| 14 | 1965年11月15日 | 遺憾に存じます／大冒険マーチ                   | 「遺憾に存じます」の前奏は「抱きしめたい」風、演奏は寺内タケシとブルージーンズが担当し、紅白歌合戦でも一緒に出場している。                                                                                        |
| 15 | 1966年3月15日  | 何が何だかわからないのよ／シビレ節             | 「シビレ節」の3番の歌詞の一部に問題があり放送禁止（局によっては要注意曲）になった。長らくベスト盤等には問題箇所を編集したものを収録されてきたが、現在発売されているベスト盤ではオリジナル音源が収録されている。   |
| 16 | 1966年6月15日  | プンプン野郎／虹を渡ってきた男                 | |
| 17 | 1966年12月5日  | それはないでショ／笑えピエロ                   | 「笑えピエロ」は植木得意のバラードで、1990年にリバイバル。 |
| 18 | 1967年6月15日  | 花は花でも何の花／余裕がありゃこそ             | |
| 19 | 1967年10月5日  | 万葉集／たそがれ忠治                           | |
| 20 | 1969年7月10日  | あんた／ウンジャラゲ                           | 「ウンジャラゲ」は1988年に志村けんによってリメイクされたのも有名。 |
| 21 | 1969年12月20日 | アッと驚く為五郎／酒のめば                     | 『巨泉・前武のゲバゲバ90分!!』においてハナ肇がはなったギャグのヒットを受けて作られた。また、未採用の「萩原哲晶ヴァージョン」も存在する。                                                                          |
| 22 | 1970年7月5日   | 全国縦断追っかけのブルース／おとこ節           | |
| 23 | 1971年8月5日   | この際カアちゃんと別れよう／こんな女に俺がした | |
| 24 | 1972年1月7日   | 男の憲法／かあちゃん                           | |
| 25 | 1973年7月5日   | 僕はしゃべれるんだ／ゲップゲップの歌           | アニメミュージカル『シャーロットのおくりもの』より。 |
| 26 | 1979年4月20日  | これで日本も安心だ!／スーダラ節'79             | 「スーダラ節'79」は結成25周年記念ヴァージョン。結成25周年記念アルバム『ハナ肇とクレージーキャッツ』では「スイスイスーダララッタ〜」の部分をクレージー全員で歌っている別テイクが収録されている。                   |
| 27 | 1983年11月21日 | 毎度毎度のおさそいに                           | 大正製薬「大正漢方胃腸薬」CMソング。 |
| 28 | 1985年8月5日   | オムライスチョンボNo.5／ピーマンキッス         | フジテレビ『ひらけ!ポンキッキ』より。 |
| 29 | 1986年4月23日  | 実年行進曲／新五万節                           | クレージー結成30周年記念曲。作曲・編曲は大瀧詠一。「新五万節」は「五万節」のニューバージョン。 |
| 30 | 2006年4月12日  | Still Crazy For You                            | 渡辺プロ50周年記念曲。松任谷由実とのコラボレーション曲。亡きメンバーのパートは各々のサンプル音源を使用。フジテレビ系『ウチくる!?』エンディング・テーマ。                                                          |

### その他
|   | タイトル                           | 備考                                                                                    |
| - | ---------------------------------- | --------------------------------------------------------------------------------------- |
| 1 | そうだそうですその通り／なせばなる | 日本一の男の中の男の主題歌。 発売予定が中止となった。                                   |
| 2 | 笑って笑って幸せに／俺は売り出し中 | クレージーのぶちゃむくれ大発見の主題歌。 発売予定でレコーディングされたが中止となった。 |